# Ernesto Samper
Ernesto Samper Pizano (Bogotà, 3 agosto 1950) è un politico ed economista colombiano, dall'agosto 1994 all'agosto 1998 presidente della Colombia come rappresentante del Partito Liberale Colombiano. Nel corso della sua carriera politica, inoltre, è stato senatore dal luglio 1986 al luglio 1990, ministro dello sviluppo economico dall'agosto 1990 all'ottobre 1991, ambasciatore colombiano in Spagna dal 1991 al 1993, segretario del Movimento dei paesi non allineati dall'ottobre 1995 all'agosto 1998, Segretario generale dell'Unasur dal 2014 al 2017.

## Biografia
Ernesto Samper è nato il 3 agosto 1950 a Bogotá, da Andrés Samper Gnecco e Helena Pizano Pardo. Tra i suoi fratelli, Daniel Samper Pizano si distingue come scrittore e giornalista prolifico, caratteristica non estranea alla famiglia Samper, che proviene da una lunga stirpe di scrittori. 
Samper studiò al Gimnasio Moderno, una prestigiosa scuola secondaria di Bogotá,  e frequentò la Pontificia Università Saveriana, laureandosi nel 1972 in economia. Ha conseguito una laurea in giurisprudenza nel 1973. Inoltre, ha condotto studi universitari in Economia presso la Columbia University mentre viveva a New York City.  Nel 1974 divenne professore di diritto ed economia presso la sua alma mater, la Pontificia Università Saveriana. 
Di professione economista, si è formato alla La Pontificia Universidad Javeriana di Bogotà e alla Columbia University di New York. La sua presidenza (1994-98) fu caratterizzata dalla collusione con il Cartello di Cali, che finanziò la sua campagna elettorale con $USD 10 000 000. Nell'ambito di questo scandalo politico, il suo ministro della Difesa, Fernando Botero Zea, così come altri funzionari del governo, sono stati accusati di collaborare o di essere a conoscenza del finanziamento illecito della campagna politica di Samper. Tuttavia non fu mai processato perché la Camera dei Rappresentanti rifiutò la richiesta di procedere contro di lui.

## Vita privata
Samper sposò Silvia Arbelaez dalla quale ebbe un figlio, Andrés. La coppia ha divorziato e Samper ha sposato Jacquin Strouss Lucena il 16 giugno 1979, dalla quale ha due figli, Miguel e Felipe.